# Praid
Praid é uma comuna romena localizada no distrito de Harghita, na região histórica da Transilvânia. A comuna possui uma área de 180.03 km² e sua população era de 6698 habitantes segundo o censo de 2007.